# Incidentul Ankara
Incidentul Ankara este un film românesc din 2001 regizat de Antoniu Vasile Berenyi. Rolurile principale au fost interpretate de actorii Ștefan Sileanu, Radu Bânzaru, Dan Tudor.

## Distribuție
Distribuția filmului este alcătuită din:
- Mircea Stoian — Soldat
- Ștefan Sileanu — Comandantul

## Primire
Filmul a fost vizionat de 897 de spectatori în cinematografele din România, după cum atestă o situație a numărului de spectatori înregistrat de filmele românești de la data premierei și până la data de 31 decembrie 2014 alcătuită de Centrul Național al Cinematografiei.